# Indonesia AirAsia
PT. Indonesia AirAsia, operante come Indonesia AirAsia, è una compagnia aerea a basso costo con sede a Giacarta, in Indonesia. Opera voli di linea nazionali e internazionali ed è controllata dalla compagnia aerea low-cost malese AirAsia. Il suo hub principale è l'Aeroporto Internazionale di Giacarta-Soekarno-Hatta. Fino a luglio 2010, Indonesia AirAsia, insieme a molte compagnie aeree indonesiane, aveva il divieto effettuare voli nell'area dell'Unione europea per motivi di sicurezza. Tuttavia, il divieto è stato revocato.
Indonesia AirAsia è elencata nella categoria 1 nella lista dell'Autorità per l'Aviazione Civile indonesiana per la qualità della sicurezza aerea.

## Flotta

### Flotta attuale

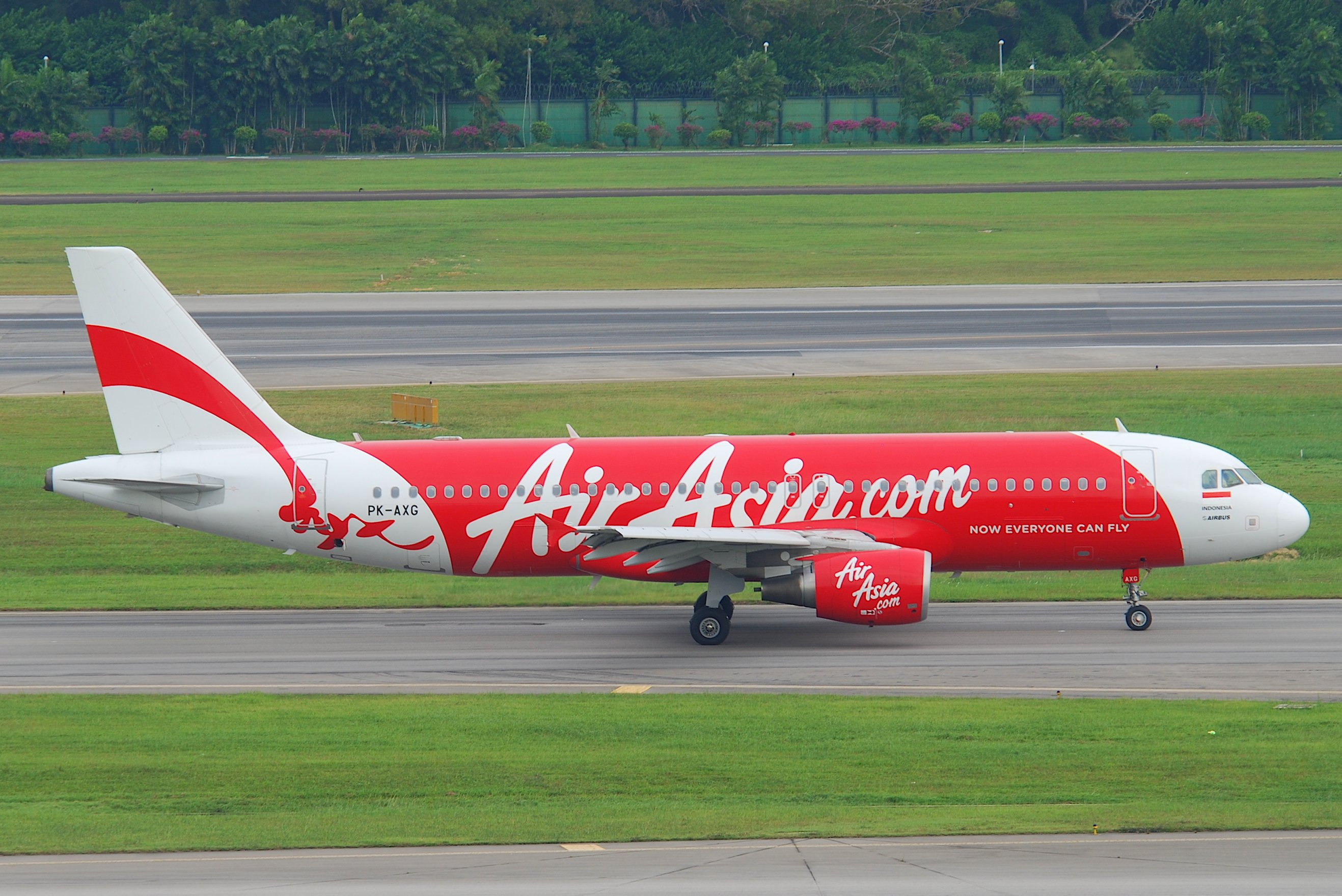
Un Airbus A320-200.

A giugno 2023, la flotta di Indonesia AirAsia consiste nei seguenti aerei:

### Flotta storica

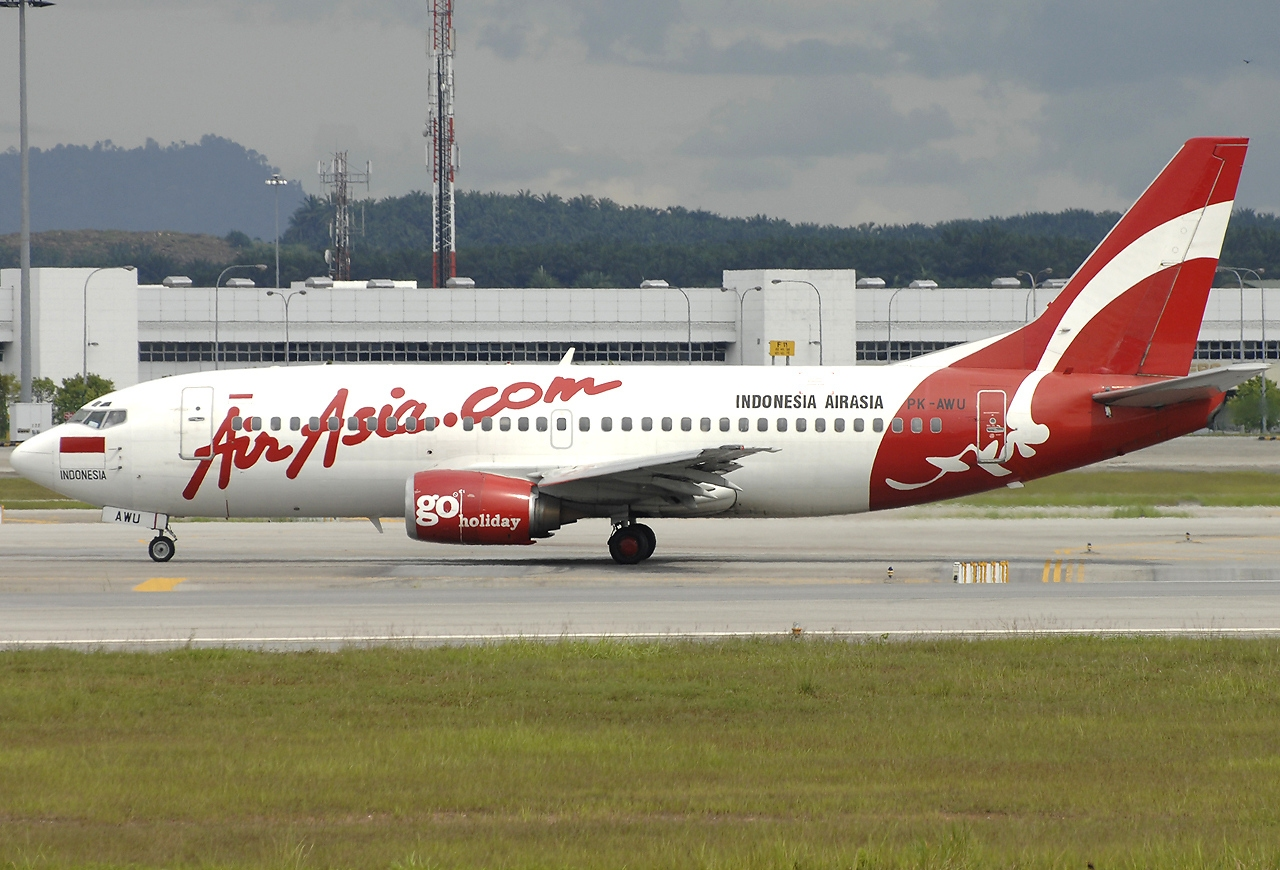
Un Boeing 737-300 nel 2008.

AirAsia Indonesia ha operato in precedenza i seguenti aeromobili:

## Incidenti
Il 28 dicembre 2014 il Volo Indonesia AirAsia 8501, proveniente da Surabaya, in Indonesia, e diretto a Singapore, con a bordo 162 persone, scompare dai radar.